# アトランティック・サウスイースト航空2311便墜落事故
アトランティック・サウスイースト航空2311便墜落事故は1991年4月5日にアメリカ合衆国で発生した航空事故である。
ハーツフィールド・ジャクソン・アトランタ国際空港発ブランズウィック・ゴールデンアイルズ空港行きの国内定期便旅客便であるアトランティック・サウスイースト航空2311便のEMB-120 ブラジリアが、空港への着陸進入中にジョージア州ブランズウィックのすぐ北に墜落し、乗員乗客23名全員が死亡した。
乗客に宇宙飛行士のソニー・カーターと元共和党上院議員のジョン・タワーが居たため大々的に報道された。なお、同社では4年後に別のEMB-120でアトランティック・サウスイースト航空529便不時着事故が起こり、9人が死亡している。

## 運航機材
- 型式：エンブラエル 120RT ブラジリア

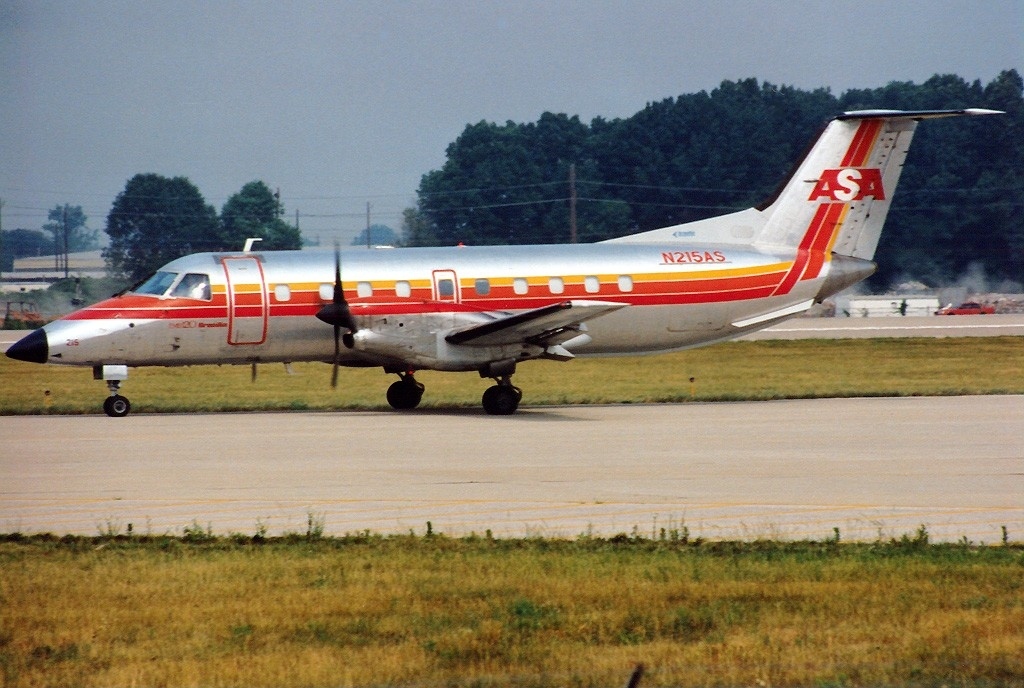
同型機のエンブラエル EMB-120

- エンジン：プラット・アンド・ホイットニーPW-118 2基
- プロペラ：ハミルトン・スタンダード14RF-9
- 機体記号：N270AS
- 機齢（事故当日）：126日
- 飛行時間：約1,000時間

同機は1990年11月30日に製造され、1990年12月20日に標準耐空証明を受けた。整備記録には1件のメンテナンス延期項目があり、それは補助動力装置(APU)のカウリングから燃料漏れについてであった。修理までの暫定措置としてAPUの回路のブレーカーを敢えて落としたままにしていた。事故当時この種の小型プロペラ機ではコックピットボイスレコーダーとフライトデータレコーダーの搭載は義務付けられておらず、同機にも搭載されていなかった。

## 乗員
- 機長：34歳男性。1981年5月入社。EMB-120を含む3種類の航空機の操縦資格があった。飛行経験約11,724時間、うちEMB-120は約5,720時間。EMB-120については開発とアメリカへの1号機納入に関与した経験があり、製造会社と連邦航空局(FAA)から直接操縦訓練を受けていた。当時の試験官は彼の航空知識を「該博」、操縦技術を「優秀」としている[4]。
- 副操縦士：36歳男性。1988年6月入社。飛行教官の資格を持っていた。飛行経験約3,925時間、うちEMB-120は2,795時間[4]。
- 客室乗務員：30歳女性。1986年入社。

## 事故
1991年4月5日の朝、機長と副操縦士はドーサン地方空港にタクシーで6時15分(EST)頃到着した。タクシー運転手によると二人は快活で活発に会話していた。彼らはまずアトランタへ飛行し、そこからアラバマ州モンゴメリーまで往復してアトランタに戻った。その後乗員は約2時間半の休憩が予定されており、彼らは十分に休息を取り盛んに会話していたという。
2311便は当初別のEMB-120（N228AS）にて運航する予定だったが、機械的な故障のため事故機（N270AS）に切り替えられた。事故機は当日すでに4回飛行していたが、何の問題も報告されていなかった。2311便は予定より23分遅れて13時47分にアトランタを出発した。この便はデルタ・コネクション便として運航されていた。
2311便はブランズウィックに向かう途上で悪天候を避けるため僅かに航路を逸れた。14時48分、乗員はジャクソンビルの航空管制に対して空港が見えたと伝え、ブランズウィック・ゴールデンアイルズ空港への視認進入を許可された。
2311便からの最後の交信は、空港に居たアトランティック・サウスイースト航空の職員に宛てたもので、同社の無線周波数で到着間近を報せるものだった。その際乗員は何ら故障等は示唆しなかった。目撃者によると、その時点で有視界気象状態にあった同空港に対して、2311便は通常よりかなり低い高度で進入してきた。何人かの目撃者は同機が高度100–200フィート (30–61 m)で彼らの頭上を越えたと推定している。
目撃者の大半によると、2311便は突然左にロールして主翼が地面に対して垂直になった。それから機首を下げた姿勢で降下し、空港付近の林の向こうに消えた。目撃者の1人は2311便が左にロールする前か後で煙を吹くのを見たという。他の人々は同機のエンジンが墜落前に金切り声や悲鳴のような音か、エンジンが過回転するか急加速するような音を立てていたと報告し、しかし飛行機が滑走路の2マイル (3.2 km)手前の平地に墜落する前にはその音は止まるか少なくとも小さくなったようだと述べた。
あるパイロットは空港の南西でたまたま車を運転中に事故を目撃し、国家運輸安全委員会(NTSB)に証言している。それによると同機は普通の高度で普通に飛んでおり、進入に異常はなかった。同機は進入航路のダウンウインドレグから180度旋回を完了し、旋回を続けた。それから僅かにピッチングしたように見え、続いて左にロールして主翼が垂直になり、機首を下げて地表に激突した。この間火や煙は見えず、プロペラは両方とも回転していた。

## 調査

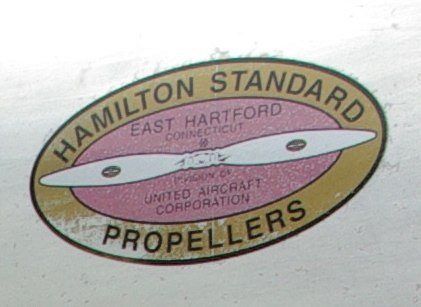
欠陥のあるプロペラ制御装置を製造したハミルトン・スタンダードの商標

NTSBが事故調査に当たった。シミュレータ上で複数の操縦士が機体を制御し続けることができたため、方向舵や補助翼が勝手に切れて固着したりフラップ
が非対称に展張するような操縦舵面の故障は事故の原因ではなかったことがまず判明した。エンジン故障も詳細な調査の結果除外された。調査官の結論として「事故の状況から左右の推力が著しく非対称になったために生じた左ロールによって機体が制御不能になったと見られる。以後NTSBはこの原因となりうるあらゆる事象を検証した。そこで動力系とプロペラを検証したところ、エンジンは正常だったがプロペラが故障したことが判明した」。クイルがすり減り平らになりギアとかみ合わなくなったことによって左プロペラの羽根の角度が進行方向に対してほぼ垂直になってしまい、推力が不足して左側に強い抵抗が生じることとなった。

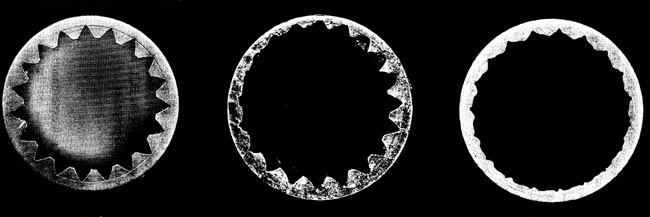
EMB-120のクイル、左が正常なもので真ん中と右が事故機から回収されたもの

NTSBの再現試験では「プロペラの羽根の角度が24〜26度になるまで機体の異常は感知できなかった。そしてプロペラの羽根の角度が（試験用設定下限の）22度まで達してしまうと、機体の制御は非常に困難になった。従って2311便の乗員はプロペラが過回転し始めてロール制御が影響されるまで機体の異常に気付かなかったと見るのが最も確からしい」。このように事態は余りに急だったので乗員は緊急事態を宣言する間もなかった筈である。
NTSBの最終報告書はまた、アトランティック・サウスイースト航空における操縦士の勤務過多は事故とは無関係だったと認めつつも、同社や他社が「日常運航における乗り継ぎ便の60%で休憩時間を削減している」ことを問題視した。「NTSBとしては、こうした実態は規則が意図する安全水準とは相容れないと考える。休憩時間の削減はあくまで運航スケジュールの乱れなどに応じた臨時措置として容認されるのであって、操縦士の健康状態と業務遂行に悪影響を及ぼす恐れがある」。

### 事故原因
1992年4月28日、NTSBは最終事故報告を発表し、墜落原因を次の通りとした。

本事故の想定原因は、左エンジンのプロペラ制御装置の故障によってプロペラの羽根の角度が飛行中立位置を下回った結果、機体が制御不能に陥ったことである。根本原因はハミルトン・スタンダードによるプロペラ制御装置の設計に欠陥があったことと、連邦航空局が同設計を認可したことである。同設計においては本事故で生じたような誤動作を正しく評価しておらず、その結果乗員の操作に依らない修正不能な羽根の動きが左プロペラで生じて飛行中立位置を下回った。

## 著名な乗客
乗員乗客23人の中には複数の要人が含まれており、9歳と6歳の子供も死亡した。アトランタ動物園に追悼碑が建てられている。
- ジョン・タワーと娘のマリアン：タワーはテキサス州選出の元共和党上院議員で、イラン・コントラ事件を調査したタワー委員会（英語版）を率いた
- ソニー・カーター：宇宙飛行士
- Nicholas Davies：米国内科医師会（英語版）の次期会長予定者
- June T. Amlie：北大西洋条約機構(NATO)の連絡官

## 映像化
- メーデー!:航空機事故の真実と真相 第13シーズン（オリジナルでは第15シーズン）第9話「Steep Impact」